# Дюво, Луи
Луи Жан Ноэль Дюво (фр. Louis-Jean-Noël Duveau; 1818[…], Сен-Мало — 26 мая 1867, X округ Парижа) — французский исторический живописец.

## Биография
Родился в 1818 году в Сен-Мало. Учился живописи в Высшей школе изящных искусств Парижа в мастерской у Леона Конье (одновременно со своим ровесником Эженом Хиллемахером). В 1842 году получил Римскую премию второй степени. В следующем году снова пытался получить Римскую премию, создав картину «Эдип и Антигона», но не достиг желаемого.
В 1864 году получил медаль первой степени Парижского салона за картину «Месса на море», посвящённую временам Французской революции, когда «неприсягнувшие» католические священники проводили молебны тайно, в том числе ночью, в море, куда выходили на лодках совместно с верующими — жителями прибрежных деревень, под видом рыбаков.
Другая известная картина Дюво, «Чума Эллианта», посвящена старинной кельтской легенде, согласно которой после эпидемии чумы в городе Эллиант погибли все жители, кроме старухи-матери и её старшего сына (по некоторым версиям легенды, он был владельцем водяной мельницы, который помог персонификации Чумы переправиться через реку). Восемь младших детей матери погибли. Скот тоже погиб, кладбища были переполнены, и она сама впряглась в телегу, нагруженную телами восьми её сыновей и везла её прочь из города, пока не сошла с ума. Эта легенда, сама по себе старинная, использует ещё более старые архетипы, связанные со значением числа девять. Эрсар де Вильмарке, опубликовавший стихотворное переложение легенды, считал, что её сюжет восходит к VI веку, однако, современные историки называют совершенно другие даты: XIV или даже XV век. 
Картина Дюво «Отречение дожа Фоскари» иллюстрирует событие из венецианской истории.
Дюво также создал иллюстрации к полному собранию стихотворений Шарля Леконта де Лиля.
Скончался Дюво в 1867 году в Париже.
Сегодня его работы хранятся в собраниях многих музеев Франции.

## Галерея

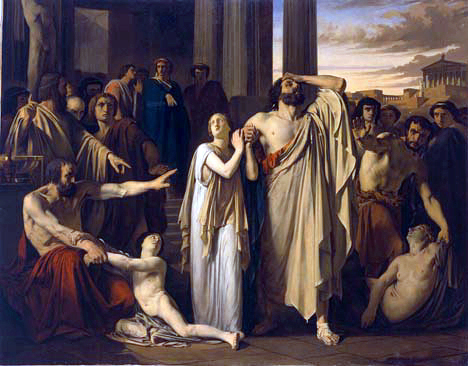
Эдип и Антигона (1843)
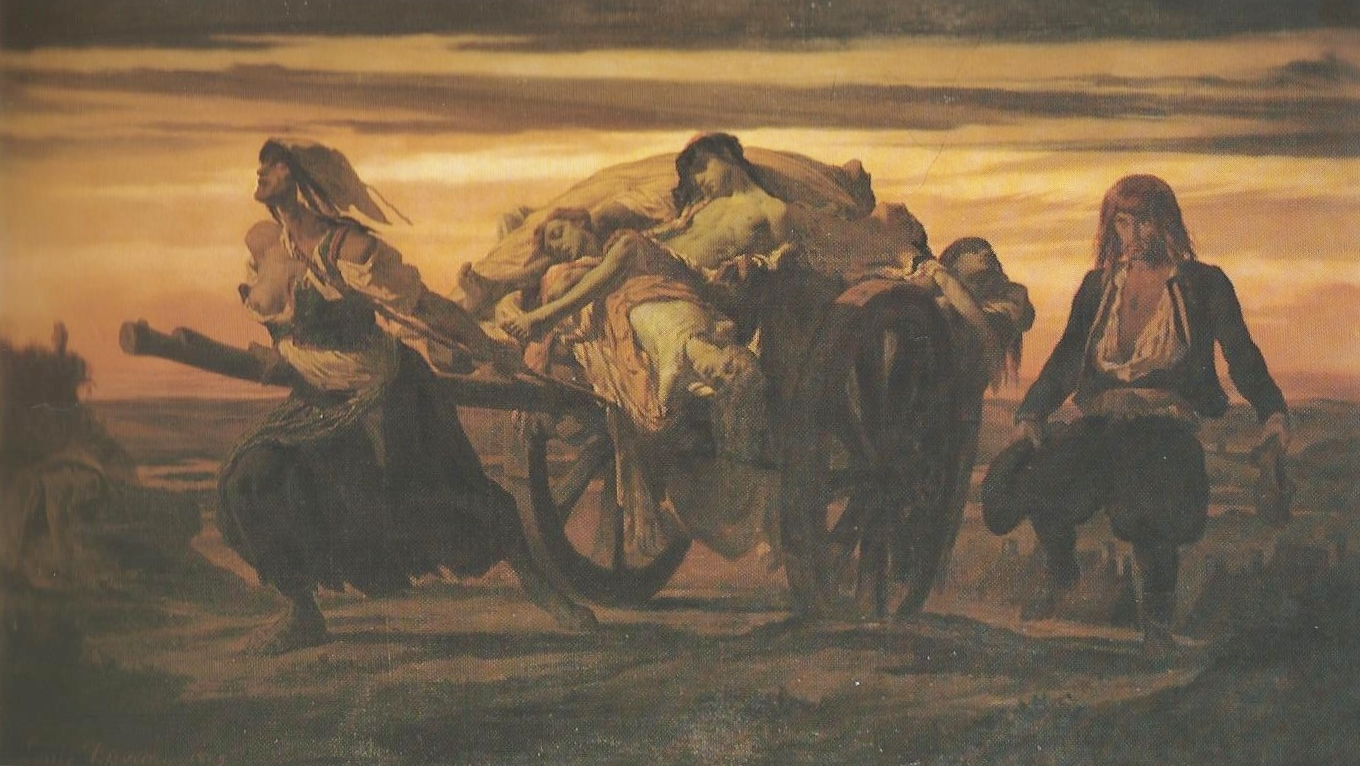
Чума Эллианта (1849)
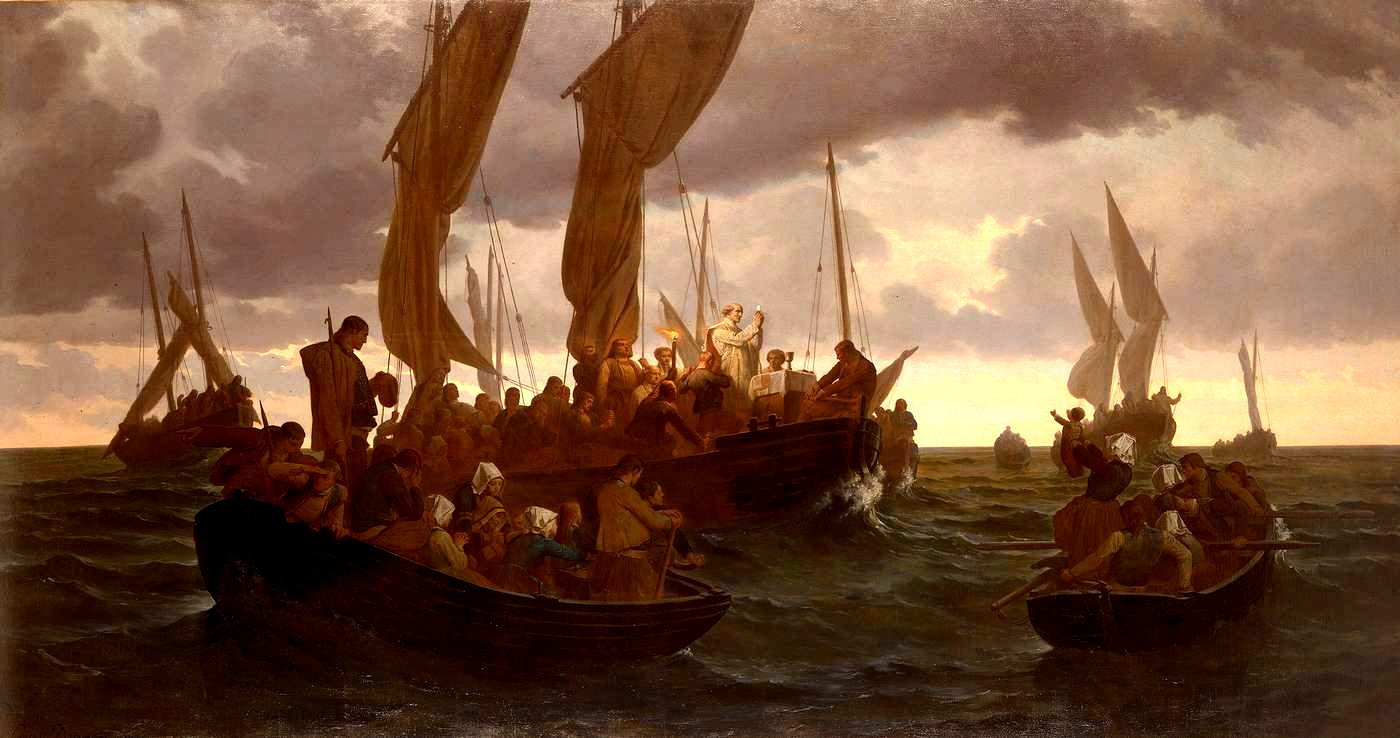
Месса на море (1864)
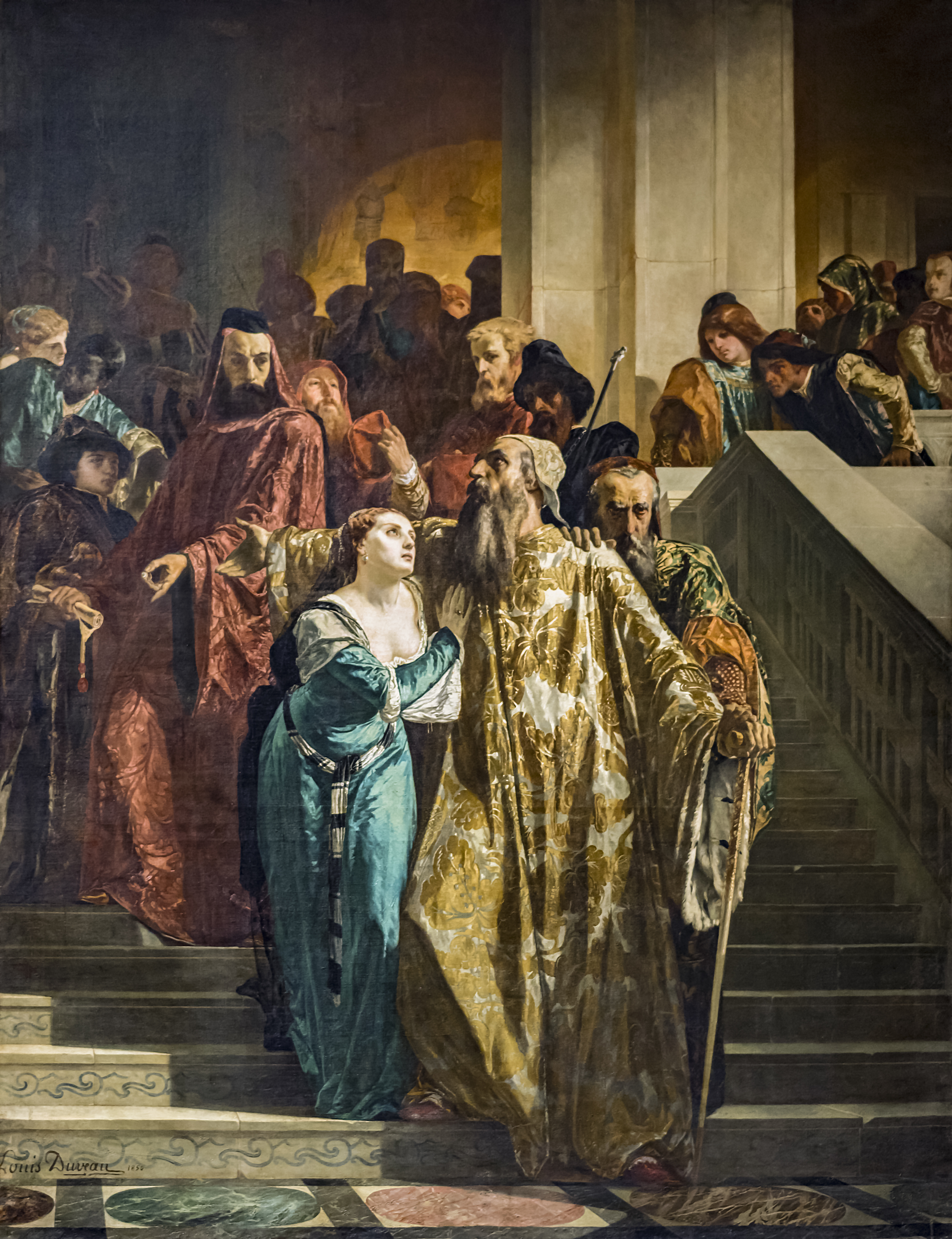
Отречение дожа Фоскари (1850)